# Accessoire de mode

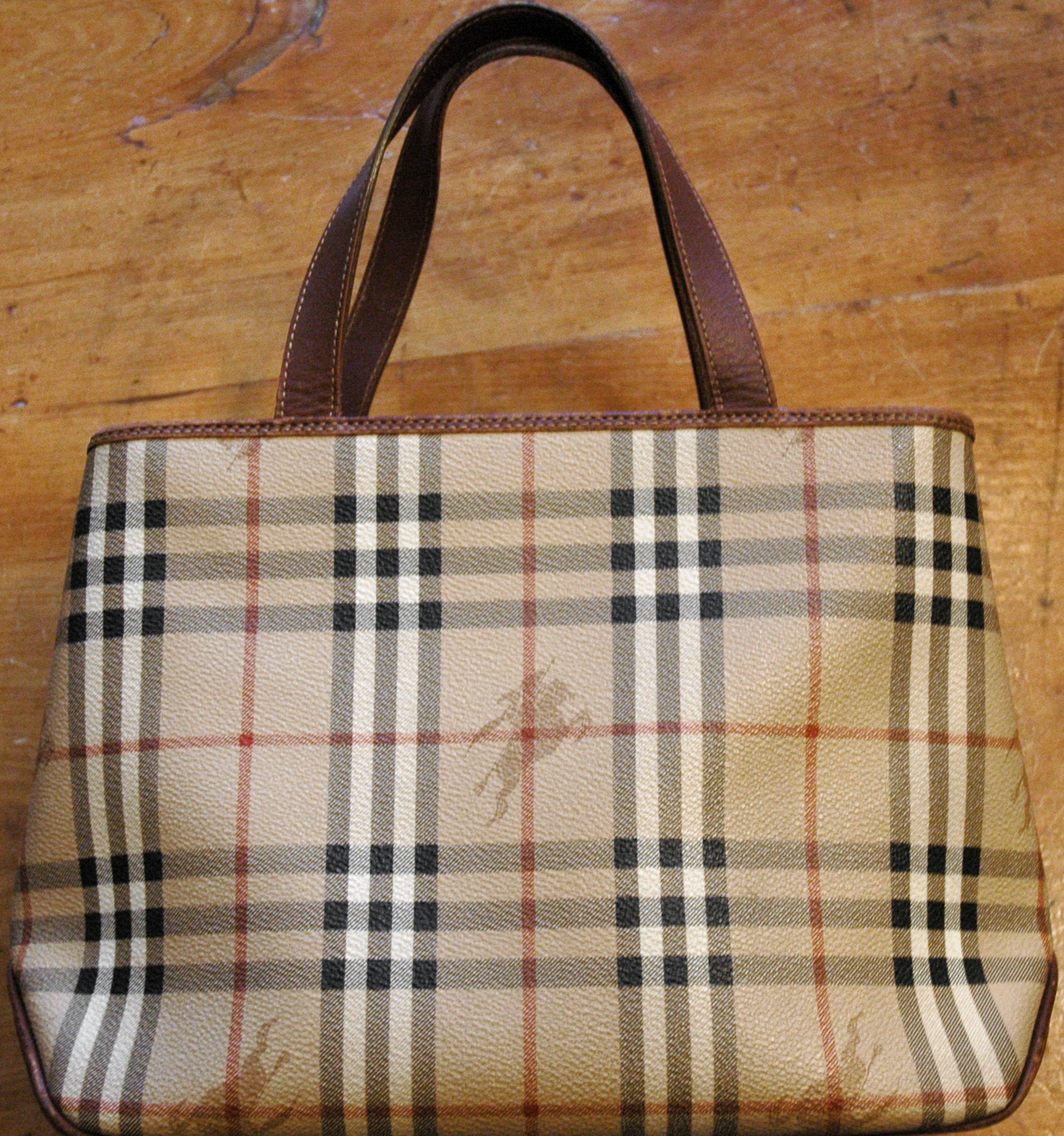
Sac à main de la marque Burberry.

Les accessoires de mode sont des éléments d'habillement adjoints au vêtement principal afin d'en souligner certains traits ou de le modifier.

## Usage des accessoires de mode
Comme les vêtements, les accessoires de mode ont une fonction à la fois utilitaire et symbolique.
Par exemple, les sacs à main permettent de transporter des objets. C'est leur fonction utilitaire. D'un point de vue symbolique, les sacs à main sont des objets qui signalent un statut social et un style de vie selon leur marque, leur confection, etc.

## Types d'accessoires de mode
Ce terme, apparu tardivement dans le langage de la mode, recouvre des objets répondant à des fonctions diverses : ornementale, convention (comme les objets « de contenance » à partir du XVIe siècle : ombelles et cannes, chapeaux à partir du XIXe siècle), protection (bas, chaussures).
Il y a plusieurs types d'accessoires de mode :
- les bijoux tels que les bracelets, les bagues, les boucles d'oreilles, les broches, les colliers, les minaudières, les chaînes de corps ou de tenue. Les bijoux peuvent être soit des bijoux de joaillerie, des bijoux fantaisie ou des bijoux de créateurs de mode, uniques dont les bijoux ethniques ou d'inspiration ethnique porteurs, en outre, de symbolisme talismanique, chamanique, ou clanique ;
- les bijoux de corps, intimes ou non, comme la chaîne de taille ou la bracelet de cheville ou les piercings et autres pin's ;
- les cravates, lavallières et nœuds papillon ;
- les barrettes ou épingles à cravate ;
- les montres, à gousset avec ou sans chaine pour Elle ou Lui ;
- les badges ;
- le(s) boutons de manchette ;
- les cannes ;
- les ceintures ;
- les chapeaux ;
- les écharpes ;
- les éventails ;
- les foulards ;
- les gants ;
- les jumelles de spectacle.
- les lunettes ;
- les sacs à main ;
- les sacoches pour portables.

## Créateurs et producteurs d'accessoires de mode
La plupart des grands groupes de mode créent, produisent et diffusent des accessoires de mode. Il existe aussi certains créateurs et producteurs spécialisés dans les accessoires, comme Off-White.